# Hemithea viridescentaria
Hemithea viridescentaria là một loài bướm đêm trong họ Geometridae.